# Diseño para el medio ambiente
El programa de diseño para el medio ambiente (DfE - Design for Environment Program, en inglés) es un programa de la Agencia de Protección Ambiental de los Estados Unidos (EPA), creado en 1992, que tiene por objetivo prevenir la contaminación y el riesgo que la polución representa para las personas y el medio ambiente. El  programa DfE del EPA proporciona información sobre seguridad electrónica, materiales ignífugos, formulaciones químicas más seguras, así como prácticas ambientales mejores. El DfE emplea una variedad de enfoques de diseño que tratan de reducir el impacto global sobre la salud humana y el medio ambiente de un producto, proceso o servicio, donde los efectos son considerados a lo largo de todo su ciclo de vida. Se han desarrollado diferentes herramientas de software para ayudar a los diseñadores en la búsqueda de productos, procesos y/o servicios más adecuados.
Los tres objetivos principales del programa DfE son:
- Promover la limpieza ambiental y reconocer productos de consumo industrial e institucional más seguros a través del etiquetado de productos más seguros.
- Definir  las mejores prácticas en áreas que van desde la autorrenovación de acabados hasta  la seguridad de productos cosméticos.
- La identificación de sustancias químicas más seguras, también considerando el ciclo de vida completo, a través de la evaluación de diferentes  alternativas.

## Diseño para el medio ambiente
Hay tres conceptos principales que se incluyen en el concepto de diseño para el medio ambiente:
- Diseño para un proceso de producción y fabricación amable con el ambiental: esto asegura que la extracción de materias primas (minería, perforación, etc.), el procesamiento (procesamiento de materiales reciclables, fusión de metal, etc.) y la fabricación se realizan con materiales y procesos que no son peligrosos para el medio ambiente o para los trabajadores que trabajan en dichos procesos. Esto incluye minimizar los residuos y subproductos peligrosos, la contaminación del aire, el gasto de energía y otros factores.

- Diseño de envases ecológicos: esto asegura que los materiales utilizados en el embalaje no sean nocivos para medio ambiente, lo cual puede lograrse a través de la reutilización de los materiales de transporte, la eliminación de papel y envasado de productos innecesario, el uso eficiente de los materiales y el espacio, el uso de productos reciclados y  materiales reciclables.

- Diseño para su eliminación o reutilización: El final de la vida útil de un producto es muy importante, ya que algunos productos emiten compuestos peligrosos después de su eliminación en un vertedero. La planificación de la reutilización o la restauración de un producto cambiaría los tipos de materiales utilizados, que más tarde podrían ser desmontados y reutilizados y minimizaría el impacto ambiental de dichos materiales.

La Evaluación del Ciclo de Vida (LCA) se emplea para predecir los impactos de las diferentes alternativas de producción del producto en cuestión, pudiendo así elegir la más respetuosa del medio ambiente. Un análisis del ciclo de vida puede servir como una herramienta para determinar el impacto ambiental de un producto o proceso. Un LCA adecuado puede ayudar a un diseñador a comparar diferentes productos en diversas categorías, tales como el uso de energía, la toxicidad, su impacto sobre la acidificación, las emisiones de CO₂, el agotamiento de la capa de ozono, agotamiento de recursos naturales y muchos otros. Se trata de comparar procesos y materiales para fabricar productos sostenibles y con impacto ambiental mínimo.